# Pierre Guilloux

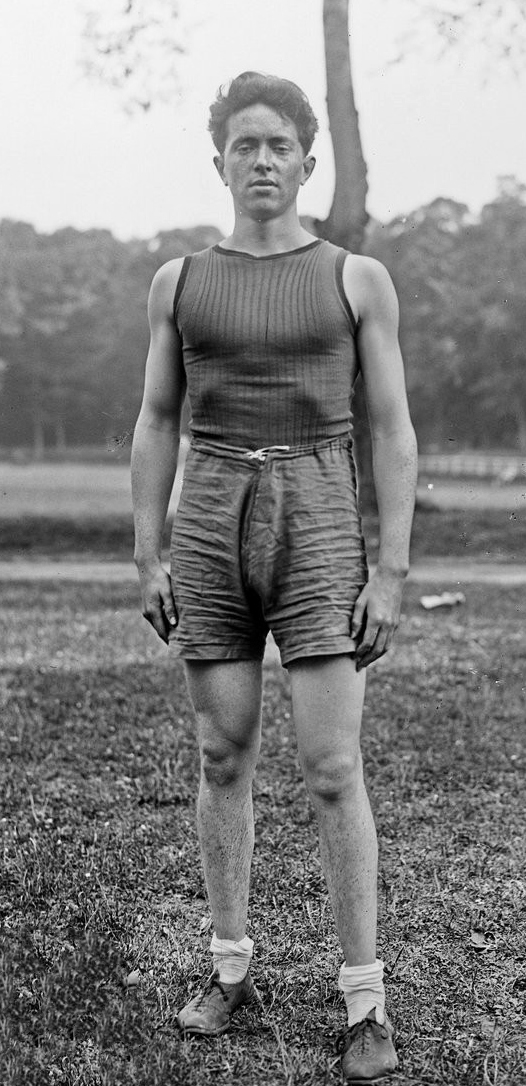
Pierre Guilloux, 1921

Pierre Guilloux (* 19. Oktober 1901 in Paris; † 7. September 1937 in Marseille) war ein französischer Hochspringer.
Bei den Olympischen Spielen schied er 1920 in Antwerpen in der Qualifikation aus und wurde 1924 in Paris Siebter.
1921 wurde er Französischer Meister. Seine persönliche Bestleistung von 1,88 m stellte er am 24. August 1924 in Le Havre auf.